# Martina Jerant
Martina Ruth Jerant (Windsor, 30 gennaio 1974) è un'ex cestista canadese.

## Carriera
Con il Canada ha disputato i Giochi olimpici di Atlanta 1996 e tre edizioni dei Campionati americani (1993, 1995, 1997).